# Isodontia splendidula
Isodontia splendidula är en biart som först beskrevs av A. Costa 1858.  Isodontia splendidula ingår i släktet Isodontia och familjen grävsteklar. Inga underarter finns listade i Catalogue of Life.